# Liopasia dorsalis
Liopasia dorsalis là một loài bướm đêm trong họ Crambidae.